# 魁！音樂排行榜
《魁！音樂排行榜》是日本富士電視台於2005年10月19日至2015年3月19日播出的音樂綜藝節目。

## 節目名稱
總共經歷三次變化：
- 2005年10月－2007年03月：《魁!音樂番付
- 2007年04月－2008年04月：《魁!音樂番付 ～Vegas～》
- 2008年04月－2009年09月：《魁!音樂番付 ～Jet～》
- 2009年10月－2015年03月：《魁!音樂番付 Eight》

## 播出時間
| 放送日期               | 放送時間（UTC+9）                    |
| ---------------------- | ------------------------------------ |
| 2005年10月－2006年03月 | 每週星期四 00:35 - 00:58（約30分鐘） |
| 2006年04月－2007年03月 | 每週星期四 01:38 - 01:58（約30分鐘） |
| 2007年04月－2007年09月 | 每週星期四 00:45 - 01:08（約23分鐘） |
| 2007年10月－2010年03月 | 每週星期四 01:38 - 02:08（約30分鐘） |
| 2010年04月－2015年03月 | 每週星期四 01:40 - 02:10（約30分鐘） |

## 主題曲
- 主題曲：鈴木亞美 joins Buffalo Daughter《O.K. Funky God》（一時期）
- 片尾曲：The Beatles《Eight Days A Week》

## 外部連結
- 魁!音樂番付 （页面存档备份，存于）（日語）－官方網站